# 今宮神社 (桜川市)
今宮神社（いまみやじんじゃ）は、茨城県桜川市岩瀬(元岩瀬)に所在する神社である。

## 概要
この今宮神社は岩瀬村の村社となっている。本殿は令和元年11月21日付で市の文化財に指定された。

### 年表
- 時期不明：創建
- 1972年(昭和47年)11月：鳥居を奉納
- 1973年(昭和48年)8月：本殿上屋を新築
- 1985年(昭和60年)11月：石灯籠を奉納
- 1997年(平成8年)7月14日：本殿屋根を銅板葺きに。拝殿を改築。
- 2019年(令和元年)11月21日：本殿が市文化財に指定される。

## アクセス
- 岩瀬駅より徒歩20分